# Kaspar Schnetzler
Kaspar Emil Schnetzler (* 1942 in Zürich) ist ein Schweizer Schriftsteller.
Das Studium der Germanistik und der Kunstgeschichte an der Universität Zürich und der Freien Universität Berlin schloss er mit dem Dr. phil. ab.
Nach Auftritten als Oboist bei den Zürcher Junifestwochen und als Clown beim Schweizer Nationalzirkus Knie arbeitete er von 1968 bis 2003 als Gymnasiallehrer, Schriftsteller und  Journalist.
Als Lehrer unterrichtete er Deutsch und Kunstgeschichte.  Als Schriftsteller publizierte er Erzählungen, Briefe und Romane. Als Journalist hat er – hauptsächlich für die Neue Zürcher Zeitung – die Schweiz und Osteuropa (DDR, Polen, Westukraine/Galizien) vor der Öffnung bereist und Kolumnen geschrieben.
Arbeitgeber waren der Kanton Zürich, das New England College in Henniker, New Hampshire/USA, das C. G. Jung-Institut Zürich sowie Medien wie Neue Zürcher Zeitung, Das Magazin des Zürcher Tagesanzeigers, die Zeitschrift DU und das Schweizer Radio.
Gastvorlesungen hielt er an der University of Kent in Canterbury, im German-Maltese-Circle von Valletta im Deutschen Haus der New York University sowie an der Universität Bergen.
Seit 2003 arbeitet er als Schriftsteller. Er lebt in Zürich. Er schreibt Romane, Erzählungen, Lyrik, Essays, Theaterstücke und Journalistisches. Ausgezeichnet wurde er mit einem Preis der Schweizerischen Schillerstiftung, dem Zürcher Journalistenpreis, einer Ehrengabe des Kantons Zürich.

## Werke (Auswahl)
- Der Fall Bruder – Neues aus New Hampshire. Roman, Zürich 1975
- Briefe an Jakob. Zürich 1977
- Unter uns Chinesen. Satiren, Frankfurt am Main 1979
- Lieber Jakob. Briefe, Zürich 1981
- Fade. Roman, St. Gallen 1987
- Meine galizische Sehnsucht. Geschichten, Frankfurt am Main 1991
- Dr. Huch, Lenin, Keller & Co. Geschichten, Zürich 1996
- Die Gilde. Roman, Bilger Verlag, Zürich 2002
- Das Gute – eine Familienchronik. Roman, Bilger Verlag, Zürich 2008
- Kaufmann und das Klavierfräulein. Roman, Bilger Verlag, Zürich 2010
- Nach Berlin. Roman, Bilger Verlag, Zürich 2012
- Das Modell. Roman, Bilger Verlag, Zürich 2014
- Glocken und Kanonen. Roman, Bilger Verlag, Zürich 2017
- Adieu Monsieur Monet. Erzählung, Bilger Verlag, Zürich 2019
- Die Beschliesserin. Roman, Bilger Verlag, Zürich 2022

## Würdigung
- Preis der Schweizerischen Schillerstiftung für Der Fall Bruder, 1977
- Zürcher Journalistenpreis, 1993
- Werkbeitrag der Stadt Zürich für Dr. Huch, Lenin, Keller & Co, 1996
- orte Lyrikpreis, 1997
- Ehrengabe des Kantons Zürich für Die Gilde, 2002
- Werkbeitrag Pro Helvetia für Das Gute – eine Familienchronik, 2005
- Ateliergast Mai, Unabhängiges Literaturhaus Niederösterreich, Stein/Krems, 2007
- Writer in Residence, Ledig House, Ghent, NY, USA, Mai 2009
- Writer in Residence, Stadtcafé Sursee, Luzern, August 2010
- Ehrengast der Zunft Wollishofen, Zürich, April 2012
- Anerkennungsurkunde, Stiftung Kreatives Alter, Zürich, Oktober 2012